# シェイリーン・ウッドリー
シェイリーン・ダイアン・ウッドリー（Shailene Diann Woodley, 1991年11月15日 - ）は、アメリカ合衆国の女優。

## 生い立ち
カリフォルニア州シミバレーで生まれる。母はスクール・カウンセラー、父は校長である。また、弟がいる。5歳のときに初めてオーディションを受け、高校はシミバレー・ハイスクールに通った。15歳のときに両親が離婚し、また、脊椎側彎症と診断され、矯正具を使うようになった。

## キャリア
1999年にテレビ映画『Replacing Dad』でデビューする。2005年に『A Place Called Home』でヤング・アーティスト賞にノミネートされる。
2008年よりテレビシリーズ『アメリカン・ティーンエイジャー 〜エイミーの秘密〜』で主演を務めている。
2011年、アレクサンダー・ペイン監督の『ファミリー・ツリー』によりナショナル・ボード・オブ・レビュー助演女優賞を受賞した。
2014年公開の『 アメイジング・スパイダーマン2』でヒロインの1人であるMJを演じたが、全てのシーンがカットされた。『3』で再び登板するのかリキャストされるのかは不透明だったが、その後シリーズ自体が打ち切られた。

## 政治活動
ウッドリーは政治にも関与しており、2016年アメリカ合衆国大統領民主党予備選挙ではバーニー・サンダースを支持している。
ウッドリーはサンダースの政策や正直さ、倫理観といったものを支持している。
2016年10月10日、ノースダコタ州で建設中だった石油パイプラインの工事中止を訴える運動に参加し、Facebookを通してデモを実況していたところ、工事現場への不法侵入の容疑で参加者27名と共に逮捕された。

## 私生活
2021年、NFLグリーンベイ・パッカーズのQB、アーロン・ロジャースとの婚約を発表した。

## フィルモグラフィー

### 映画
| 年     | 邦題/原題                                              | 役名                                 | 備考                        |
| ------ | ------------------------------------------------------ | ------------------------------------ | --------------------------- |
| 2011年 | ファミリー・ツリー The Descendants                     | アレクサンドラ・“アレックス”・キング |                             |
| 2013年 | いま、輝くときに The Spectacular Now                   | エイミー                             | 日本劇場未公開              |
| 2014年 | ブリザード 凍える秘密 White Bird in a Blizzard         | カトリーナ・“キャット”・コナーズ     | 日本劇場未公開              |
| 2014年 | ダイバージェント Divergent                             | ベアトリス・プライアー               |                             |
| 2014年 | きっと、星のせいじゃない。 The Fault in Our Stars      | ヘイゼル・グレイス・ランカスター     |                             |
| 2015年 | ダイバージェントNEO The Divergent Series: Insurgent    | ベアトリス・プライアー               |                             |
| 2016年 | スノーデン Snowden                                     | リンゼイ・ミルズ                     | [ 4 ]                       |
| 2016年 | ダイバージェントFINAL The Divergent Series: Allegiant  | ベアトリス・プライアー               |                             |
| 2018年 | アドリフト 41日間の漂流 Adrift                         | タミー・オールダム                   | 兼製作                      |
| 2021年 | 愛しい人から最後の手紙 The Last Letter from Your Lover | ジェニファー・スターリング           | 兼製作総指揮 日本劇場未公開 |
| 2021年 | モーリタニアン 黒塗りの記録 The Mauritanian            | テリ・ダンカン                       |                             |
| 2023年 | To Catch a Killer                                      | Eleanor Falco                        | 兼製作                      |
| 2023年 | Robots                                                 | Elaine / E2 / E3                     |                             |
| 2023年 | フェラーリ Ferrari                                     | リナ・ラルディ                       |                             |
| 2023年 | ダム・マネー ウォール街を狙え! Dumb Money              | キャロライン・ギル                   |                             |
| 2024年 | キラーヒート 殺意の交差 Killer Heat                    | ペネロペ・ヴァルダキス               | Amazonオリジナル映画        |
| TBA    | Motor City                                             |                                      | 撮影中                      |

### テレビ
| 年              | 邦題/原題                                                                                  | 役名                             | 備考 |
| --------------- | ------------------------------------------------------------------------------------------ | -------------------------------- | --- |
| 2001年 - 2004年 | 女検死医ジョーダン Crossing Jordan                                                         | ジョーダン・キャバナー（幼少期） | 計4話出演 |
| 2003年          | WITHOUT A TRACE/FBI 失踪者を追え! Without a Trace                                          | クレア・メトカーフ（幼少期）     | 計1話出演 |
| 2003年 - 2004年 | The O.C.                                                                                   | ケイトリン・クーパー（幼少期）   | 計6話出演 |
| 2004年          | HEY!レイモンド Everybody Loves Raymond                                                     | 横柄な少女2                      | 計1話出演 |
| 2005年          | アメリカン・ガール/フェリシティの冒険 Felicity: An American Girl Adventure                 | フェリシティ・メリマン           | テレビ映画 |
| 2006年          | マイネーム・イズ・アール My Name Is Earl                                                   | グウェン・ウォーターズ（若年期） | 計1話出演 |
| 2007年          | 女検察官アナベス・チェイス Close to Home                                                   | ギャビー・ターシ                 | 計1話出演 |
| 2007年          | CSI:ニューヨーク CSI: NY                                                                   | イビー・パイアーポント           | 計1話出演 |
| 2007年          | コールドケース 迷宮事件簿 Cold Case                                                        | サラ・ガンデン                   | 計1話出演 |
| 2007年          | HIGHJACK/ハイジャック Final Approach                                                       | マヤ・ベンダー                   | テレビ映画 |
| 2008年 - 2013年 | アメリカン・ティーンエイジャー 〜エイミーの秘密〜 The Secret Life of the American Teenager | エイミー・ジャーゲンス           | 主演、計121話出演 - グレイシー賞 ドラマ部門: 女性ライジング・スター賞 - ノミネート - ヤング・アーティスト賞 ドラマ部門: 主演女優賞 - ノミネート - ティーン・チョイス・アワード: テレビドラマ女優賞（2009年 - 2011年） - ノミネート - ティーン・チョイス・アワード: 夏のテレビ女優賞(2010年） |
| 2017年 - 2019年 | ビッグ・リトル・ライズ Big Little Lies                                                     | ジェーン・チャップマン           | 計14話出演 |

## 受賞歴
| 年     | 結果       | 賞                                     | 部門                                               | 作品                                                  |
| ------ | ---------- | -------------------------------------- | -------------------------------------------------- | ----------------------------------------------------- |
| 2005年 | ノミネート | ヤング・アーティスト賞                 | 主演女優賞（テレビ映画・ミニシリーズ・スペシャル） | A Place Called Home                                   |
| 2006年 | ノミネート | ヤング・アーティスト賞                 | 主演女優賞（テレビ映画・ミニシリーズ・スペシャル） | 『アメリカン・ガール/フェリシティの冒険』             |
| 2009年 | ノミネート | ヤング・アーティスト賞                 | 主演女優賞（テレビシリーズ）                       | 『アメリカン・ティーンエイジャー 〜エイミーの秘密〜』 |
| 2009年 | ノミネート | ティーン・チョイス・アワード           | ドラマ女優賞（ドラマ）                             | 『アメリカン・ティーンエイジャー 〜エイミーの秘密〜』 |
| 2010年 | 受賞       | グレイシー賞                           | 女性ライジング・スター賞（ドラマシリーズ）         | 『アメリカン・ティーンエイジャー 〜エイミーの秘密〜』 |
| 2010年 | ノミネート | ティーン・チョイス・アワード           | ドラマ女優賞（ドラマ）                             | 『アメリカン・ティーンエイジャー 〜エイミーの秘密〜』 |
| 2010年 | ノミネート | ティーン・チョイス・アワード           | 夏のテレビ女優賞                                   | 『アメリカン・ティーンエイジャー 〜エイミーの秘密〜』 |
| 2011年 | ノミネート | ティーン・チョイス・アワード           | テレビ女優賞（ドラマ）                             | 『アメリカン・ティーンエイジャー 〜エイミーの秘密〜』 |
| 2011年 | 受賞       | ハリウッド映画祭                       | スポットライト賞                                   | 『ファミリー・ツリー』                                |
| 2011年 | ノミネート | ゴッサム・インディペンデント映画賞     | ブレイクスルー俳優賞                               | 『ファミリー・ツリー』                                |
| 2011年 | ノミネート | ゴッサム・インディペンデント映画賞     | アンサンブル演技賞                                 | 『ファミリー・ツリー』                                |
| 2011年 | 受賞       | ナショナル・ボード・オブ・レビュー賞   | 助演女優賞                                         | 『ファミリー・ツリー』                                |
| 2011年 | ノミネート | ワシントンD.C.映画批評家協会賞         | 助演女優賞                                         | 『ファミリー・ツリー』                                |
| 2011年 | 受賞       | ヒューストン映画批評家協会賞           | 助演女優賞                                         | 『ファミリー・ツリー』                                |
| 2011年 | 受賞       | サンディエゴ映画批評家協会賞           | 助演女優賞                                         | 『ファミリー・ツリー』                                |
| 2011年 | ノミネート | デトロイト映画批評家協会賞             | ブレイクスルー演技賞                               | 『ファミリー・ツリー』                                |
| 2011年 | ノミネート | トロント映画批評家協会賞               | 助演女優賞                                         | 『ファミリー・ツリー』                                |
| 2011年 | 受賞       | ダラス・フォートワース映画批評家協会賞 | 助演女優賞                                         | 『ファミリー・ツリー』                                |
| 2011年 | ノミネート | シカゴ映画批評家協会賞                 | 助演女優賞                                         | 『ファミリー・ツリー』                                |
| 2011年 | ノミネート | シカゴ映画批評家協会賞                 | 有望俳優賞                                         | 『ファミリー・ツリー』                                |
| 2011年 | 次点       | サウスイースタン映画批評家協会賞       | 助演女優賞                                         | 『ファミリー・ツリー』                                |
| 2011年 | 次点       | セントルイス映画批評家協会賞           | 助演女優賞                                         | 『ファミリー・ツリー』                                |
| 2011年 | 受賞       | フロリダ映画批評家協会賞               | 助演女優賞                                         | 『ファミリー・ツリー』                                |
| 2011年 | 受賞       | 女性映画批評家協会賞                   | 助演女優賞                                         | 『ファミリー・ツリー』                                |
| 2011年 | ノミネート | フェニックス映画批評家協会賞           | 助演女優賞                                         | 『ファミリー・ツリー』                                |
| 2011年 | ノミネート | フェニックス映画批評家協会賞           | ブレイクスルー演技賞                               | 『ファミリー・ツリー』                                |
| 2012年 | ノミネート | オンライン映画批評家協会賞             | 助演女優賞                                         | 『ファミリー・ツリー』                                |
| 2012年 | 受賞       | セントラル・オハイオ映画批評家協会賞   | 助演女優賞                                         | 『ファミリー・ツリー』                                |
| 2012年 | ノミネート | セントラル・オハイオ映画批評家協会賞   | ブレイクスルー演技賞                               | 『ファミリー・ツリー』                                |
| 2012年 | ノミネート | セントラル・オハイオ映画批評家協会賞   | ブレイクスルー映画人賞（演技に対して）             | 『ファミリー・ツリー』                                |
| 2012年 | ノミネート | バンクーバー映画批評家協会賞           | 助演女優賞                                         | 『ファミリー・ツリー』                                |
| 2012年 | 受賞       | デンバー映画批評家協会賞               | 助演女優賞                                         | 『ファミリー・ツリー』                                |
| 2012年 | ノミネート | デンバー映画批評家協会賞               | ブレイク・アウト・スター賞                         | 『ファミリー・ツリー』                                |
| 2012年 | ノミネート | デンバー映画批評家協会賞               | アンサンブル演技賞                                 | 『ファミリー・ツリー』                                |
| 2012年 | ノミネート | 女性映画ジャーナリスト同盟賞           | ブレイクスルー演技賞                               | 『ファミリー・ツリー』                                |
| 2012年 | ノミネート | 女性映画ジャーナリスト同盟賞           | アンサンブル・キャスト賞                           | 『ファミリー・ツリー』                                |
| 2012年 | ノミネート | 放送映画批評家協会賞                   | 助演女優賞                                         | 『ファミリー・ツリー』                                |
| 2012年 | ノミネート | 放送映画批評家協会賞                   | 若手俳優賞                                         | 『ファミリー・ツリー』                                |
| 2012年 | ノミネート | ゴールデングローブ賞                   | 助演女優賞                                         | 『ファミリー・ツリー』                                |
| 2012年 | ノミネート | 全米映画俳優組合賞                     | 助演女優賞                                         | 『ファミリー・ツリー』                                |
| 2012年 | 受賞       | インディペンデント・スピリット賞       | 助演女優賞                                         | 『ファミリー・ツリー』                                |
| 2014年 | ノミネート | ヤングハリウッド賞                     | 女優賞                                             | 『きっと、星のせいじゃない。』                        |
| 2014年 | 受賞       | ハリウッド・フィルム・アワード         | ブレイクアウト女優賞                               | 『きっと、星のせいじゃない。』                        |